# Jakub Martinec (fotbalista)
Jakub Martinec (* 13. březen 1998, Vysoké Mýto) je český fotbalový obránce a bývalý mládežnický reprezentant, od léta 2020 hráč klubu FK Jablonec.

## Klubová kariéra

### Mládežnické roky
Martinec je odchovancem Vysokého Mýta, kde v roce 2004 začal svou kariéru. V žákovské kategorii v roce 2011 přestoupil do ligového FC Hradec Králové.

### FC Hradec Králové
První start za první tým si v 2. lize připsal Martinec v květnu 2018 v utkání proti Táborsku. V dané sezóně stihl nastoupit i v jednom utkání MOL Cupu.
V sezóně 2018/19 už začal nastupovat pravidelněji a v uvedeném ročníku odehrál 22 ligových a 2 pohárové zápasy. Celkem v nich vstřelil 3 branky.
Pravidelné zápasové vytížení pokračovalo i v sezóně 2019/20. Martinec nastoupil do 25 ligových a 3 pohárových zápasů. Celkem vstřelil opět 3 branky.

### FK Jablonec

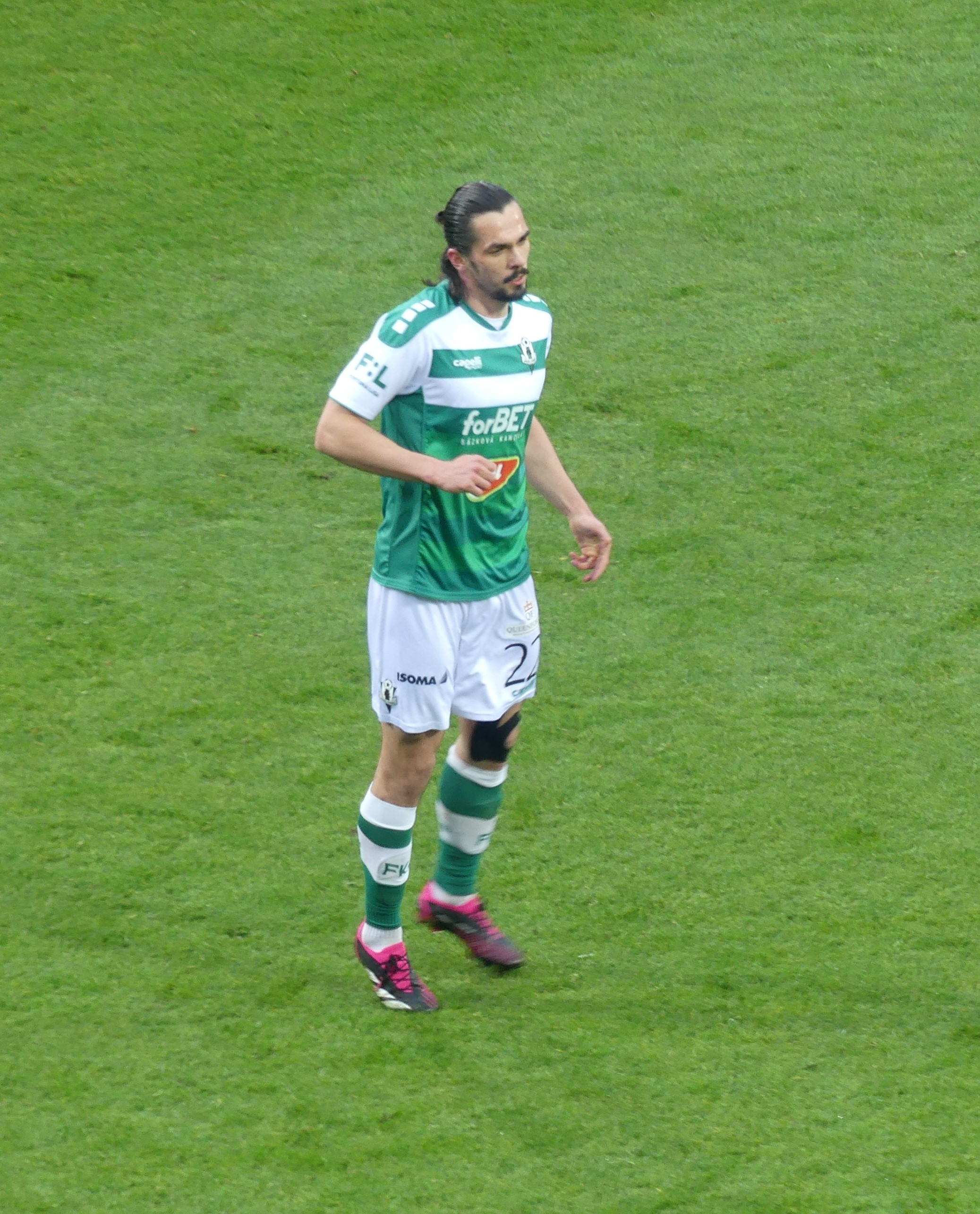
Jakub Martinec za FK Jablonec proti FK Viktorii Plzeň (r. 2023)

Jeho výkony začaly zajímat skauty prvoligových klubů a tak v srpnu 2020 přestoupil do Jablonce. K 10. únoru 2021 odehrál v první sezóně v nejvyšší soutěži 16 ligových zápasů, ve kterých branku nevstřelil. Dočkal se také premiéry v evropských pohárech, když nastoupil do neúspěšného kvalifikačního utkání Evropské ligy proti Dunajské Stredě.

## Reprezentační kariéra
Nastoupil celkově do 4 mezistátních utkání v dresu České republiky v mládežnických věkových kategoriích do 16 a 17 let, branku v nich nevstřelil.

## Klubové statistiky
| Tým               | Sezona            | Liga   | Liga   | Pohár  | Pohár  | Evropské poháry | Evropské poháry |
| Tým               | Sezona            | Zápasy | Branky | Zápasy | Branky | Zápasy          | Branky          |
| ----------------- | ----------------- | ------ | ------ | ------ | ------ | --------------- | --------------- |
| FC Hradec Králové | 2017/18 (2. liga) | 1      | 0      | 1      | 0      | 0               | 0               |
| FC Hradec Králové | 2018/19 (2. liga) | 22     | 2      | 2      | 1      | 0               | 0               |
| FC Hradec Králové | 2019/20 (2. liga) | 25     | 3      | 3      | 0      | 0               | 0               |
| FK Jablonec       | 2020/21           | 22     | 0      | 0      | 0      | 1               | 0               |
| FK Jablonec       | 2021/22           | 28     | 1      | 3      | 0      | 6               | 1               |
| FK Jablonec       | 2022/23           | 21     | 2      | 1      | 1      | 0               | 0               |
| FK Jablonec       | 2023/24           | 28     | 4      | 3      | 0      | 0               | 0               |
| Celkem            | Celkem            | 147    | 12     | 13     | 2      | 7               | 1               |